# بایقراکوه
بایقراکوه یکی از روستاهای استان آذربایجان شرقی است که در دهستان آتش‌بیگ قرانقو بخش نظرکهریزی شهرستان هشترود واقع شده است.
از ویژگی‌های بارز این روستا می‌توان به قرارگیری در قسمت جنوبی دامنه‌های کوه سهند اشاره کرد.